# Pilosella schultesii
Pilosella schultesii (нечуйвітер Шультеса як Hieracium × schultesii і Hieracium schultesii) — вид рослин із родини айстрових (Asteraceae).

## Біоморфологічна характеристика
Це трав'яниста багаторічна рослина (5)15–25(35) см заввишки. Стебла переважно прямі, знизу зазвичай розкидано волосисті. Листки сизуваті, з обох боків з одиночними волосками 3–5 мм завдовжки, знизу помірно чи шерстисто запушені. Приземні листки розташовані в розетці, вони цільні, обернено-ланцетні чи еліптичні, 6.5–12 × 1–2 см, сіро-зелені. Загальне суцвіття високо чи глибоко вилчасте, з 25 кошиками. Обгортка (6)7–10(12) мм завдовжки, її листочки лінійно-ланцетні, від сіро-зеленого до чорно-зеленого кольору, з помітними світлими лініями. Квітки завдовжки до 12 мм, жовті, зовнішні — з червоними зубцями. Плоди завдовжки 1.8–2.2 мм, чорно-коричневі. Період цвітіння: червень і липень.

## Середовище проживання
Зростає у Європі (Норвегія, Швеція, Фінляндія, Франція, Іспанія, Данія, Нідерланди, Бельгія, Німеччина, Швейцарія, Австрія, Ліхтенштейн, Італія, Польща, Чехія, Словаччина, Угорщина, Словенія, Хорватія, Боснія і Герцеговина, Сербія та Косово, Румунія, Естонія, Латвія, Литва, Білорусь, Україна, євр. Росія).
В Україні вид зростає на луках та узліссях лісів — у Правобережному Поліссі та в Лісостепу.